# Compañía del Ferrocarril Internacional Mexicano
La Compañía del Ferrocarril Internacional Mexicano (The Mexican International Railroad Company) fue una red de ferrocarriles entre México y Estados Unidos transitando por Coahuila, Nuevo León y Texas creada en 1881 por la Compañía Constructora Internacional y adquirida por los Ferrocarriles Nacionales de México en 1901.

## Historia
El mes de mayo de 1881, la Compañía Constructora Internacional reclamó mediante su representante local John B. Frisbie la concesión de una línea entre México y la frontera con los Estados Unidos, en un punto por determinar entre Ciudad Porfirio Díaz (hoy Piedras Negras) y Laredo, donde se conectaría con la línea de Texas. Por primera vez, la concesión se pide sin ninguna subvención, lo que acelera la tramitación y es concedida rápidamente por el Ministerio el 7 de junio de 1881, la convención sería aprobada por el 8 de diciembre de 1881. La línea principal conectará Torreón a Piedras Negras de una parte, y a Durango de otra. Se prevén dos ramales: De Reata (hoy General Coss) a Monterrey (116 km) y De Durango a Tepehuanes (248 km) Posteriormente, hubo una extensión prevista hacia Mazatlán, en la costa del Pacífico. Una vez terminados los trámites, la compañía cede todos sus derechos a la Compañía del Ferrocarril Internacional Mexicano ( The Mexican Internacional Railroad Company).
El Presidente de esta sociedad es Paquete P. Huntington, el último superviviente de los "Big Four" y potente dueño del Southern Pacific. Posee numerosos intereses mineros en la región que debe cruzar la futura línea, siendo un ramal de su línea procedente de Los Ángeles, que iba de Eagle Pass en Texas (272 km al oeste de San Antonio) para dirigirse hacia Río Bravo y penetrar en México en prolongación de la "Sunset Route". Los trabajos comienzan en Piedras Negras.
A finales de 1882, ya están bien avanzados, así como la construcción del puente internacional sobre el Río Bravo. El primer tramo de 76 km es finalizado en mayo de 1883. El año siguiente, un corto ramal minero se abrió el 25 de agosto para servir algunas propiedades mineras de Huntington. Inicialmente sólo abierto al tráfico carbonero privado, se abre más tarde abierto al transporte de público de mercancías, y se autorizó el de viajeros el 17 de diciembre de 1884.
A la muerte de Huntington, J.G. Metcalfe se convierte en el nuevo director. Es también el último: en 1901, los Ferrocarriles Nacionales de México adquieren las acciones y obligaciones de la compañía y toman su control.